# 南行德站
南行德站（日语：／ Minami-gyōtoku eki */?）是位於日本千葉縣市川市相之川四丁目，屬於東京地下鐵東西線的鐵路車站。車站編號是T 19。

## 歷史
- 1981年（昭和56年）3月27日：開業。
- 2004年（平成16年）4月1日：營團地下鐵民營化，成為東京地下鐵所屬之車站。
- 2011年（平成23年）1月：整修工程動工。
- 2012年（平成24年）3月23日：整修工程竣工，引入太陽能發電系統。

### 站名由來
因位於行德地區南部而命名。

## 車站構造
本站是直線對向式月台2面2線的高架車站。剪票口在月台中央高架下，與各月台之間有階梯、電扶梯、電梯連通。付費區外大廳與北口、南口地面設有階梯、電扶梯，北口側還設有電梯。廁所在付費區大廳。

### 月台配置
| 月台 | 路線   | 目的地                         |
| ---- | ------ | ------------------------------ |
| 1    | 東西線 | 西船橋、津田沼、東葉勝田台方向 |
| 2    | 東西線 | 日本橋、大手町、中野、三鷹方向 |

（來源：東京地下鐵:構內圖（页面存档备份，存于））

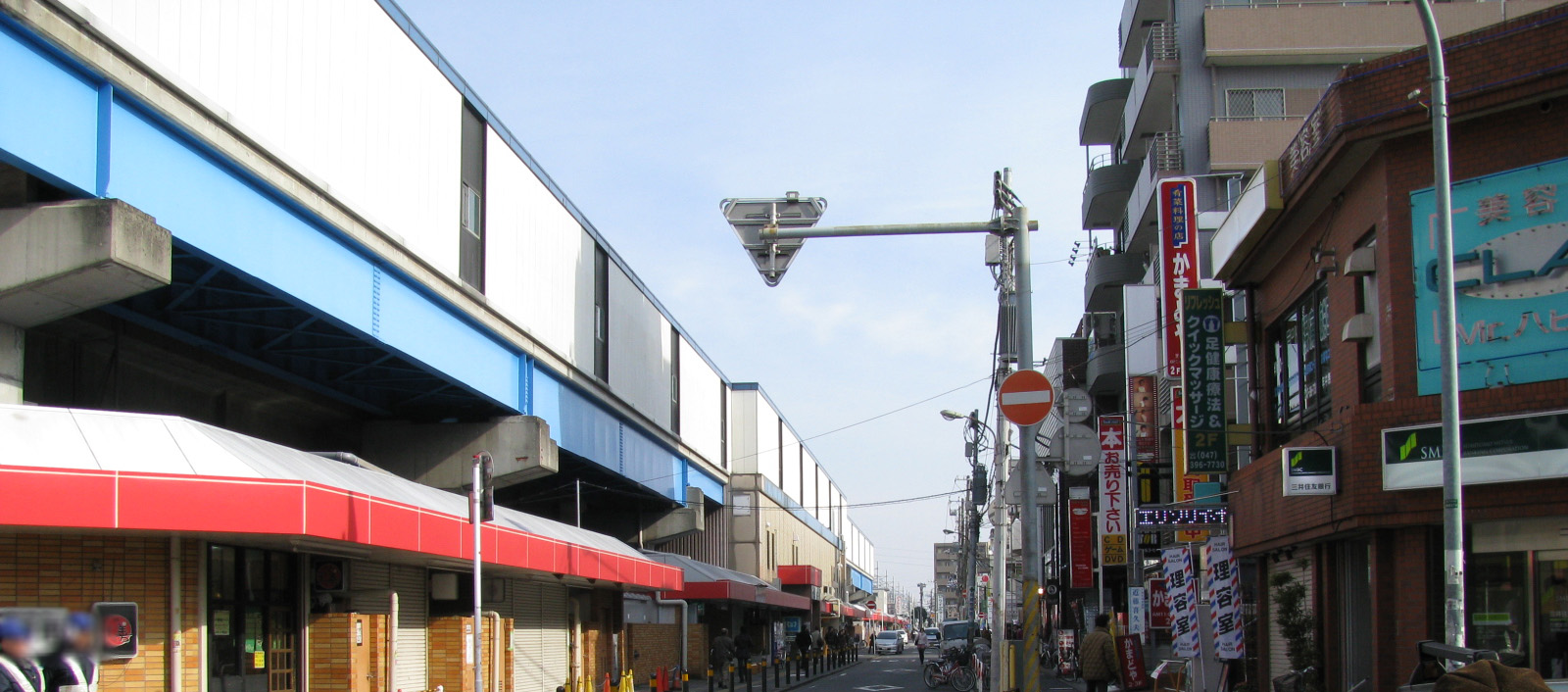
站前（2008年2月10日）
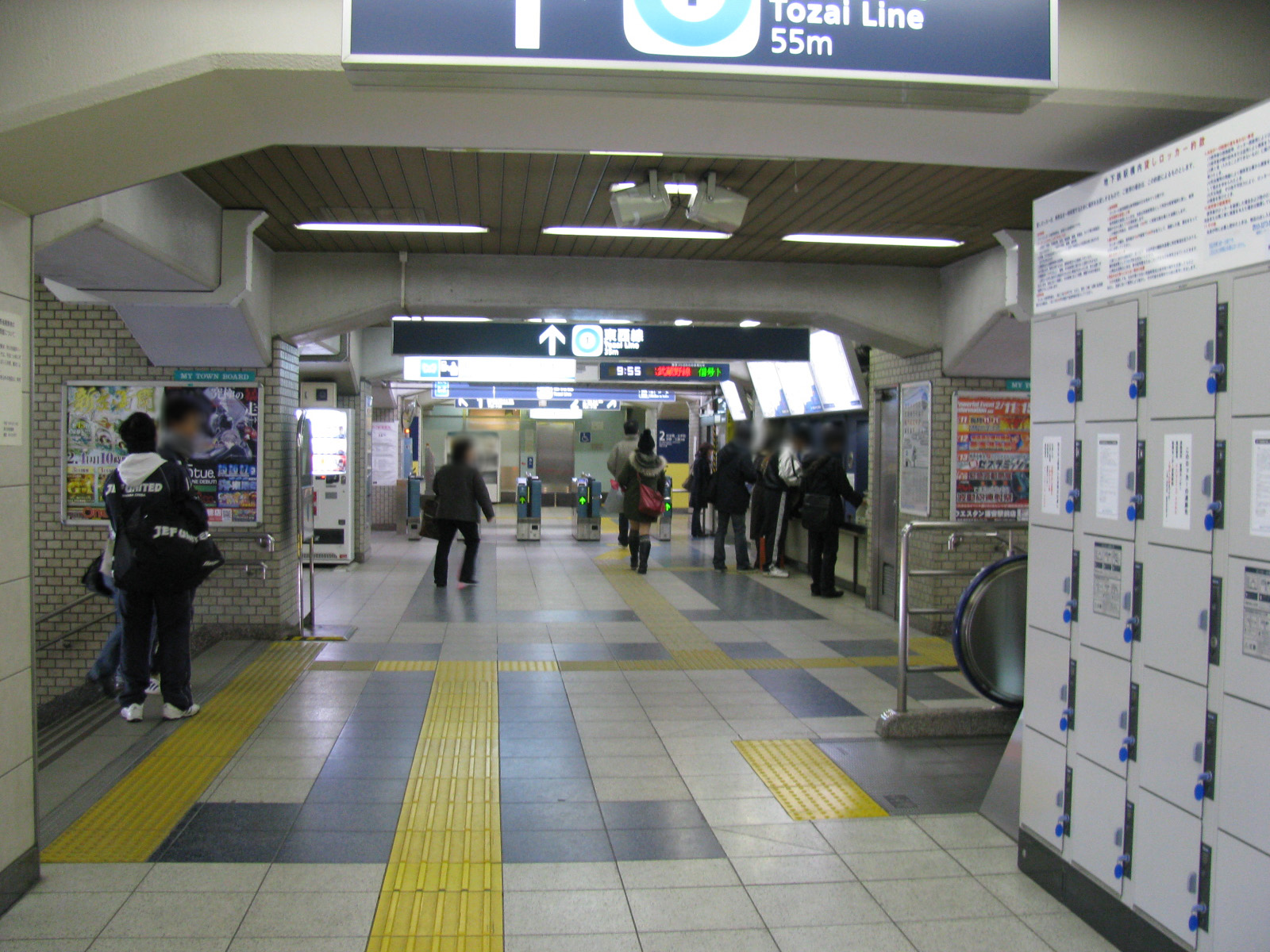
剪票口（2008年2月10日）
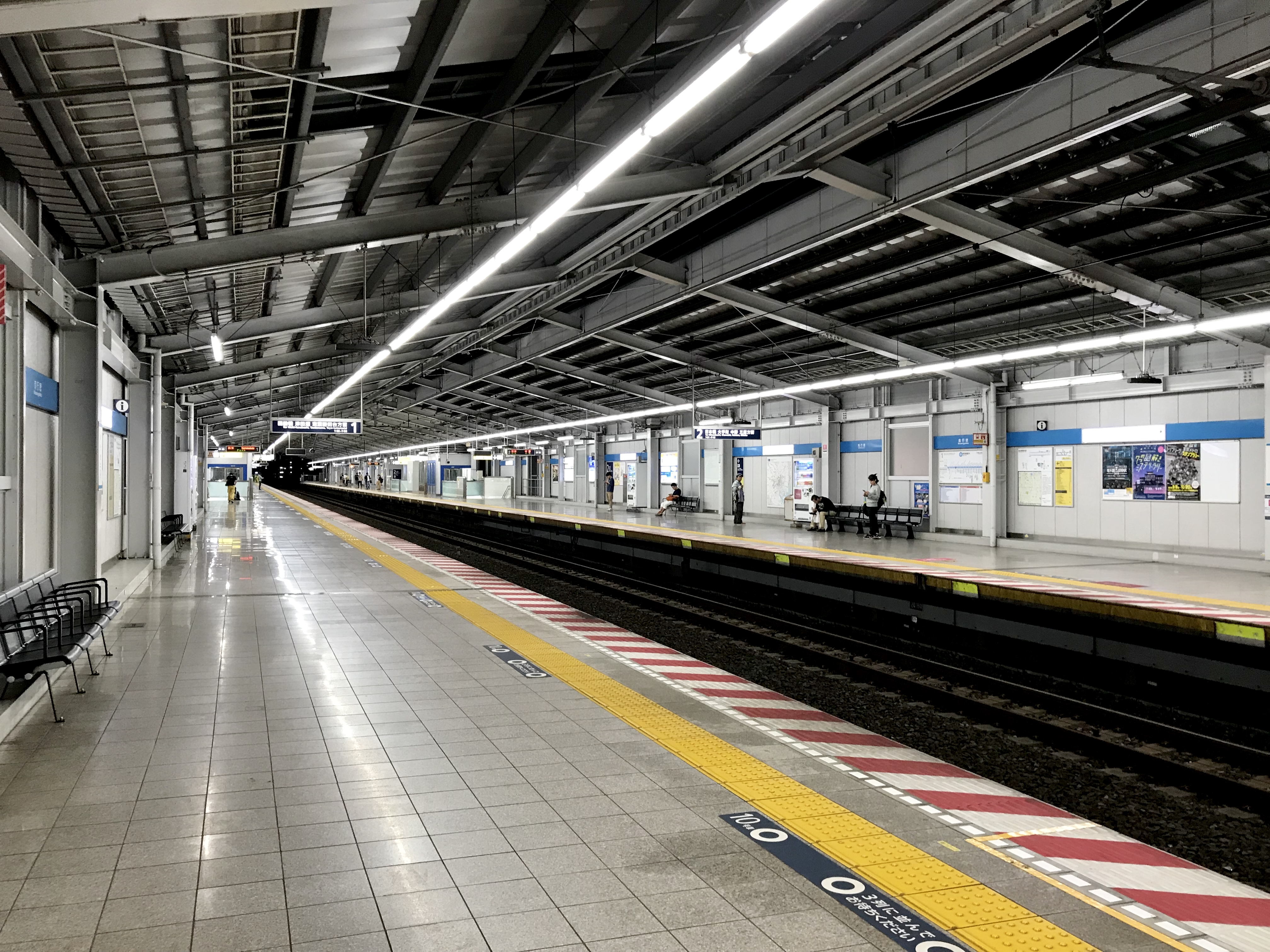
車站月台（2018年9月15日）

### 整修工程
由於設施老化，2011年1月至2012年3月進行站內整修工程。
內容包括導入太陽能發電系統、月台屋頂改用膜結構、標誌系統改為LED式、照明器具改為變頻式。這些措施預期將能降低耗電量。
2012年度起，本站與其他東西線地面車站一樣有規劃整修工程。

## 利用狀況
2017年度1日平均上下車人次為54,278人，在東京地下鐵全部130個車站當中排名第74位。
近年1日平均上下車、上車人次變化如下表。
| 年度               | 1日平均 上下車人次 | 1日平均 上車人次 | 來源     |
| ------------------ | ------------------ | ---------------- | -------- |
| 1981年（昭和56年） |                    | 9,409            | [ * 1 ]  |
| 1982年（昭和57年） |                    | 12,783           | [ * 2 ]  |
| 1983年（昭和58年） |                    | 14,823           | [ * 3 ]  |
| 1984年（昭和59年） |                    | 16,689           | [ * 4 ]  |
| 1985年（昭和60年） |                    | 18,415           | [ * 5 ]  |
| 1986年（昭和61年） |                    | 19,634           | [ * 6 ]  |
| 1987年（昭和62年） |                    | 20,355           | [ * 7 ]  |
| 1988年（昭和63年） |                    | 22,045           | [ * 8 ]  |
| 1989年（平成元年） |                    | 22,827           | [ * 9 ]  |
| 1990年（平成02年） |                    | 24,038           | [ * 10 ] |
| 1991年（平成03年） |                    | 25,024           | [ * 11 ] |
| 1992年（平成04年） |                    | 25,416           | [ * 12 ] |
| 1993年（平成05年） |                    | 25,516           | [ * 13 ] |
| 1994年（平成06年） |                    | 25,325           | [ * 14 ] |
| 1995年（平成07年） |                    | 25,130           | [ * 15 ] |
| 1996年（平成08年） |                    | 24,890           | [ * 16 ] |
| 1997年（平成09年） |                    | 24,839           | [ * 17 ] |
| 1998年（平成10年） |                    | 25,082           | [ * 18 ] |
| 1999年（平成11年） |                    | 24,432           | [ * 19 ] |
| 2000年（平成12年） |                    | 24,725           | [ * 20 ] |
| 2001年（平成13年） |                    | 24,580           | [ * 21 ] |
| 2002年（平成14年） |                    | 24,470           | [ * 22 ] |
| 2003年（平成15年） | 48,096             | 24,369           | [ * 23 ] |
| 2004年（平成16年） | 48,210             | 23,969           | [ * 24 ] |
| 2005年（平成17年） | 47,937             | 23,953           | [ * 25 ] |
| 2006年（平成18年） | 48,546             | 24,234           | [ * 26 ] |
| 2007年（平成19年） | 50,652             | 25,147           | [ * 27 ] |
| 2008年（平成20年） | 50,712             | 25,409           | [ * 28 ] |
| 2009年（平成21年） | 50,161             | 25,187           | [ * 29 ] |
| 2010年（平成22年） | 49,759             | 24,932           | [ * 30 ] |
| 2011年（平成23年） | 48,898             | 24,518           | [ * 31 ] |
| 2012年（平成24年） | 49,209             | 24,699           | [ * 32 ] |
| 2013年（平成25年） | 50,200             | 25,190           | [ * 33 ] |
| 2014年（平成26年） | 50,696             | 25,344           | [ * 34 ] |
| 2015年（平成27年） | 52,522             | 26,243           | [ * 35 ] |
| 2016年（平成28年） | 53,410             | 26,676           | [ * 36 ] |
| 2017年（平成29年） | 54,278             |                  |          |

## 車站周邊
- 市川市南行德市民中心
- 市川市南行德公民館
- 市川市立南行德圖書館
- 南行德公園
- 廣尾防災公園 - 舊江戶川（日语：旧江戸川）左岸、今井橋（日语：今井橋）附近
- 東京灣浦安市川醫療中心（日语：東京ベイ・浦安市川医療センター）
- 市川市立福榮中學校
- 南行德站前郵便局
- 永旺南行德店（日语：イオン南行徳店）
- 山田電機Tecc Land南行德店
- TIPNESS（日语：ティップネス）南行德店
- 千葉縣道50號東京市川線（日语：東京都道・千葉県道50号東京市川線） - 都市計畫道路南行德海岸線
- 千葉縣道6號市川浦安線（日语：千葉県道6号市川浦安線）（行德繞道）
- 宮內廳新濱鴨場
- 東日本旅客鐵道（JR東日本）市川鹽濱站（京葉線） - 東南方約3公里。

## 巴士路線
最近的巴士站是「南行德站」。
站前圓環
- 京成巴士
瑞75 - 經HIGH TOWN鹽濱（ハイタウン塩浜）往新浦安站／往江戶川運動樂園（日语：江戸川スポーツランド）
- 東京灣城市交通（日语：東京ベイシティ交通）
7 - 浦安站
1-8 - 經北榮二丁目、消防本部、入船五丁目往新浦安站
37 - 經舞濱站往東京迪士尼海洋

南行徳市民中心裡、南行德海岸線巴士站
- 京成Transit Bus（日语：京成トランジットバス）
市川市社區巴士（日语：市川市コミュニティバス）南部線 - 往東京灣浦安市川醫療中心（日语：東京ベイ・浦安市川医療センター）／往妙典站、現代產業科學館（日语：千葉県立現代産業科学館）、Media Park（メディアパーク）

## 相鄰車站
東京地下鐵
 東西線
■快速、■通勤快速（通勤快速只運行至中野）
通過
■各站停車
浦安（T 18）－南行德（T 19）－行德（T 20）

### 來源
千葉縣統計年鑑
1. ↑  .   [2019-01-08]. （原始内容存档于2020-01-08）.
2. ↑  .   [2019-01-08]. （原始内容存档于2020-01-08）.
3. ↑  .   [2019-01-08]. （原始内容存档于2020-01-08）.
4. ↑  .   [2019-01-08]. （原始内容存档于2020-01-08）.
5. ↑  .   [2019-01-08]. （原始内容存档于2020-01-08）.
6. ↑  .   [2019-01-08]. （原始内容存档于2020-01-08）.
7. ↑  .   [2019-01-08]. （原始内容存档于2020-01-08）.
8. ↑  .   [2019-01-08]. （原始内容存档于2020-01-08）.
9. ↑  .   [2019-01-08]. （原始内容存档于2020-01-08）.
10. ↑  .   [2019-01-08]. （原始内容存档于2020-01-08）.
11. ↑  .   [2019-01-08]. （原始内容存档于2020-01-08）.
12. ↑  .   [2017-04-03]. （原始内容存档于2016-08-26）.
13. ↑  .   [2017-04-03]. （原始内容存档于2016-08-26）.
14. ↑  .   [2017-04-03]. （原始内容存档于2016-08-26）.
15. ↑  .   [2017-07-20]. （原始内容存档于2016-08-26）.
16. ↑  .   [2017-07-20]. （原始内容存档于2016-08-26）.
17. ↑  .   [2017-07-20]. （原始内容存档于2016-08-26）.
18. ↑  .   [2017-07-20]. （原始内容存档于2016-08-26）.
19. ↑  .   [2017-04-03]. （原始内容存档于2017-09-30）.
20. ↑  .   [2017-04-03]. （原始内容存档于2017-09-30）.
21. ↑  .   [2017-04-03]. （原始内容存档于2017-09-30）.
22. ↑  .   [2017-04-03]. （原始内容存档于2017-09-30）.
23. ↑  .   [2017-04-03]. （原始内容存档于2017-09-30）.
24. ↑  .   [2017-04-03]. （原始内容存档于2017-09-30）.
25. ↑  .   [2017-07-20]. （原始内容存档于2016-08-26）.
26. ↑  .   [2017-07-20]. （原始内容存档于2016-08-26）.
27. ↑  .   [2017-07-20]. （原始内容存档于2017-08-30）.
28. ↑  .   [2017-04-03]. （原始内容存档于2017-08-30）.
29. ↑  .   [2017-04-03]. （原始内容存档于2017-08-30）.
30. ↑  .   [2017-04-03]. （原始内容存档于2017-08-30）.
31. ↑  .   [2017-04-03]. （原始内容存档于2017-08-30）.
32. ↑  .   [2017-04-03]. （原始内容存档于2017-08-30）.
33. ↑  .   [2017-04-03]. （原始内容存档于2017-08-11）.
34. ↑  .   [2017-04-03]. （原始内容存档于2017-08-11）.
35. ↑  .   [2019-01-08]. （原始内容存档于2017-08-11）.
36. ↑  .   [2019-01-08]. （原始内容存档于2020-04-24）.

## 外部連結
- 南行德/T19 | 路線・車站資訊 | 東京地下鐵